# Новый мост (Барнаул)
Новый мост — мост через Обь в Барнауле, соединяющий Центральный район города и правый берег реки. Переправа общей протяжённостью 940 м состоит из семи пролётов, ширина моста 32 м, высота 46 м. Открыт 25 июля 1997 года. Двустороннее трёхполосное движение обеспечивает пропускную способность более 20 тыс. машин в сутки.

## История
С 10 по 14 февраля 1985 года в Барнауле с визитом находился первый заместитель председателя Совета министров СССР Гейдар Алиев. Он баллотировался в Верховный Совет РСФСР от барнаульского центрального избирательного округа № 148. Во время этого визита было принято решение о строительстве нового коммунального моста через Обь.
Строительство по проекту инженера Митькевича началось в конце 1980-х годов, но велось очень медленно, а в начале 1990-х годов вообще было заморожено. Возобновилось оно после визита в Барнаул в мае 1992 года Бориса Ельцина. Президент России прямо на берегу Оби подписал проект указа и распоряжение о финансировании строительства нового моста в Барнауле. Через пять лет, в 1997 году состоялось его торжественное открытие.
С 1998 по 2010 год проезд по мосту был платным.

## Транспорт
По мосту проходят маршруты общественного транспорта:
- Автобусы: № 40 (пл. Спартака — пос. Затон), а также в летнее время проходят и городские маршруты, которые развозят отдыхающих на пляж и обратно под мостом, рейсы которые отправляются с пл. Баварина.
- Маршрутные такси № 100 (пл. Баварина — Пляж «Водный мир») и № 101 (№ 99) (пл. Баварина — Городской пляж «Обь») — летние маршруты, основном ездят междугородные по направлению в Новоалтайск и т. д. Недавно продлён маршрут № 78, теперь он также проходит через Новый мост.